# Putim
Putim je obec v okrese Písek v Jihočeském kraji. Leží na pravém břehu řeky Blanice, asi šest kilometrů od města Písku. Žije v ní 552 obyvatel. Ve vesnici se nachází raně gotický kostel svatého Vavřince, pozdně gotická fara, či Podkostelní rybník známý svými výlovy ryb.
Putimí vede železnice a je zde železniční nádraží vybudované v roce 1875. Vesnice se proslavila i v literatuře. V Putimi se odehrává část příběhu vojáka Švejka z románu českého spisovatele Jaroslava Haška. Dále se v obci odehrává děj románu Jan Cimbura od Jindřicha Šimona Baara založeného na událostech historické postavy Jana Cimbury, kterého připomíná náhrobek na hřbitově u kostela svatého Vavřince, či památní deska na domu čp. 25, kde tento rodák ze Semic žil. Část obce má zvláštní právní ochranu vzhledem k tomu, že je zde ochranné pásmo nemovitým kulturním památkám v obci Putim.

## Historie

### Pravěk

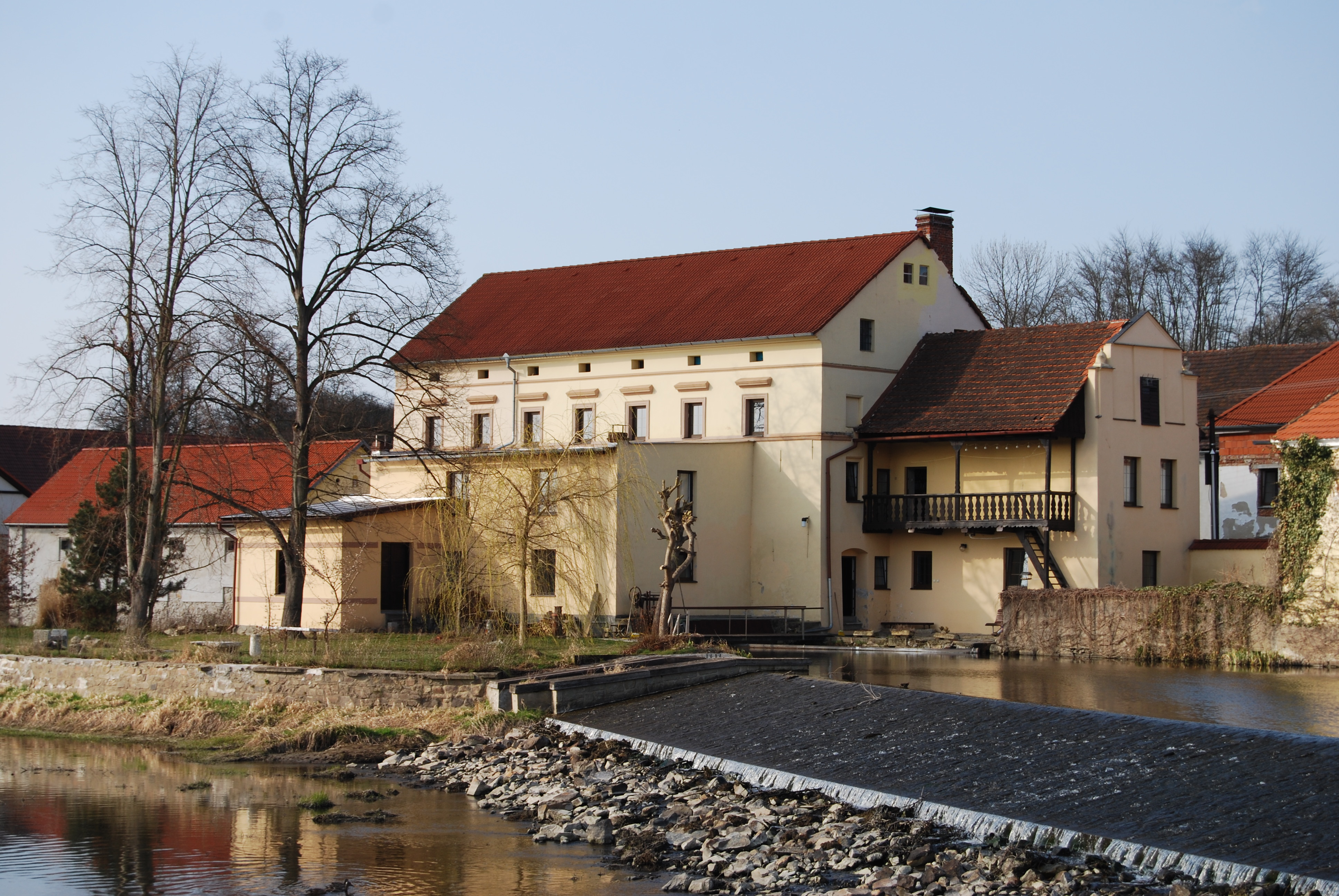
Bývalý mlýn

Již August Sedláček upozornil, že oblast Putimi je obydlená odedávna a ves samotná, v okolí dobou středověku nejvýznamnější, je patrně starší než nedaleké město Písek. Na dávné osídlení oblasti upozornil i nález pohřební popelnice jedním z putimských obyvatel, jak poznamenává Josef Koch, toho času řídící učitel Putimské školy, do obecní kroniky z let 1929–1931. Až další archeologická zkoumání (převážně druhé poloviny 20. století) však odhalila plný rozměr těchto náznaků a uvedla oblast v okolí Putimi mezi významná archeologická naleziště v Čechách. Vůbec nejstarší doklady lidské aktivity v oblasti doložil v padesátých letech Mojmír Mazálek nálezem pěstního klínu a jiných artefaktů datovaných do doby středního paleolitu nedaleko severního břehu rybníka Řežabince při vrchu Pikárna. Další četné nálezy štípané kamenné industrie ve stejné lokalitě indikují o něco mladší dílnu magdalénské kultury. Jiné nálezy při výzkumech například archeologů Jiřího Fröhlicha či Bedřicha Dubského rozšířily inventář kamenných industrií a doložili také mezolitická sídliště zejména v severní části Putimi a to po obou stranách řeky Blanice. Přestože ještě nelze hovořit o souvislém osídlení oblasti, společenství pravěkých lovců a sběračů se do okolí Putimi pro jeho příznivé podmínky často vracela, čemuž nasvědčuje jak velké rozprostření artefaktů, tak rozmanitý původ užitých materiálů jednotlivých nálezů jako kupříkladu gagátové ozdoby nejspíše hornorakouského původu či pazourek z oblasti severně od Čech.
O něco mladší osídlení oblasti dokládají nálezy hrobů obsahující keramiku a jiné nástroje řazené k mohylové kultuře střední doby bronzové, později ke kultuře knovízské. Chronologicky další nálezy (po mezolitické industrii nejpočetnější) indikují pozdně halštatské a časně laténské sídliště v bezprostřední blízkosti soutoku Blanice a Otavy, který je nyní uměle posunut o zhruba 550 metrů severněji. Že se nyní jednalo o stálé obydlení dokazují nálezy přeslenů a drtidla na obilí či pozůstatky kůlů nadzemních staveb. Sídliště doby římské a mladohradištní pohřebiště byly nalezeny při sondáži na zahradě putimské fary roku 1996.

### Středověk

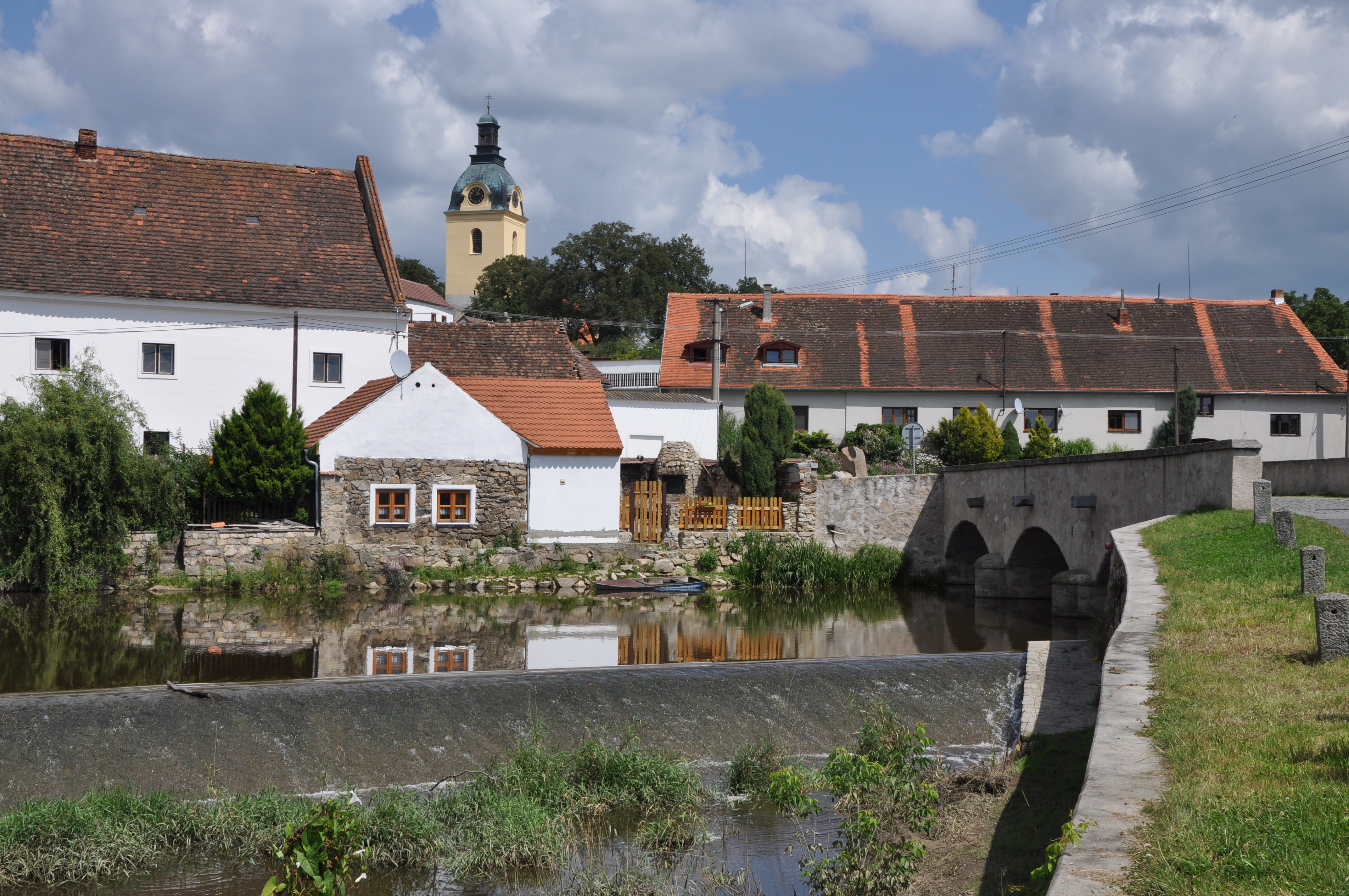
Most přes Blanici

Vůbec poprvé se zmínka o Putimi vyskytuje v listině (jedná se o actum spurium) Přemysla Otakara I. nesoucí datum 17. ledna 1205. Jedná se o přepis listiny ještě starší z období vlády Vladislava II., který tím daroval lesy v okolí Putimi benediktinům z kláštera svatého Jana Křtitele v Ostrově. Historikové často zmiňují písemnost ještě starší, ve které měl kníže Břetislav II. darovat ostrovským benediktinům putimskou kapli sv. Petra (nejstarší sakrální budovu v okolí) spolu s částí řeky Blanice a čtverem popluží. Konkrétní datum založení vesnice je však dosud neznámé. Dle Augusta Sedláčka pochází název Putimi od jejího zakladatele Putima, podobně jako je tomu s Putimovem u Pelhřimova. Existují však i další úvahy o původu jména vesnice, jako například odvození od Půty z Rýzenburka či od slovesa "putovati" (kvůli zemské stezce, jež Putimí vedla). V této době měla být Putim mezi okolními vesnicemi nejvýznamnější a mělo se jednat o trhovou ves. Přestože si Písek nechal zapsat držení Putimi do zemských desek až 6. května roku 1542, předpokládá se, že byla Putim v jeho držení už dříve, snad již od dob kolem husitských válek a zápis z roku 1542 je jen doplněním do desek kvůli požáru Pražského hradu roku 1541, kdy velká část záznamů podlehla plameni. Když se v první půli roku 1547 postavili Písečtí na stranu českých stavů a dalších měst v povstání proti Ferdinandovi I., byla Putim s jinými statky po králově potlačení odpůrců Písku odejmuta a to do roku 1549.

### Novověk

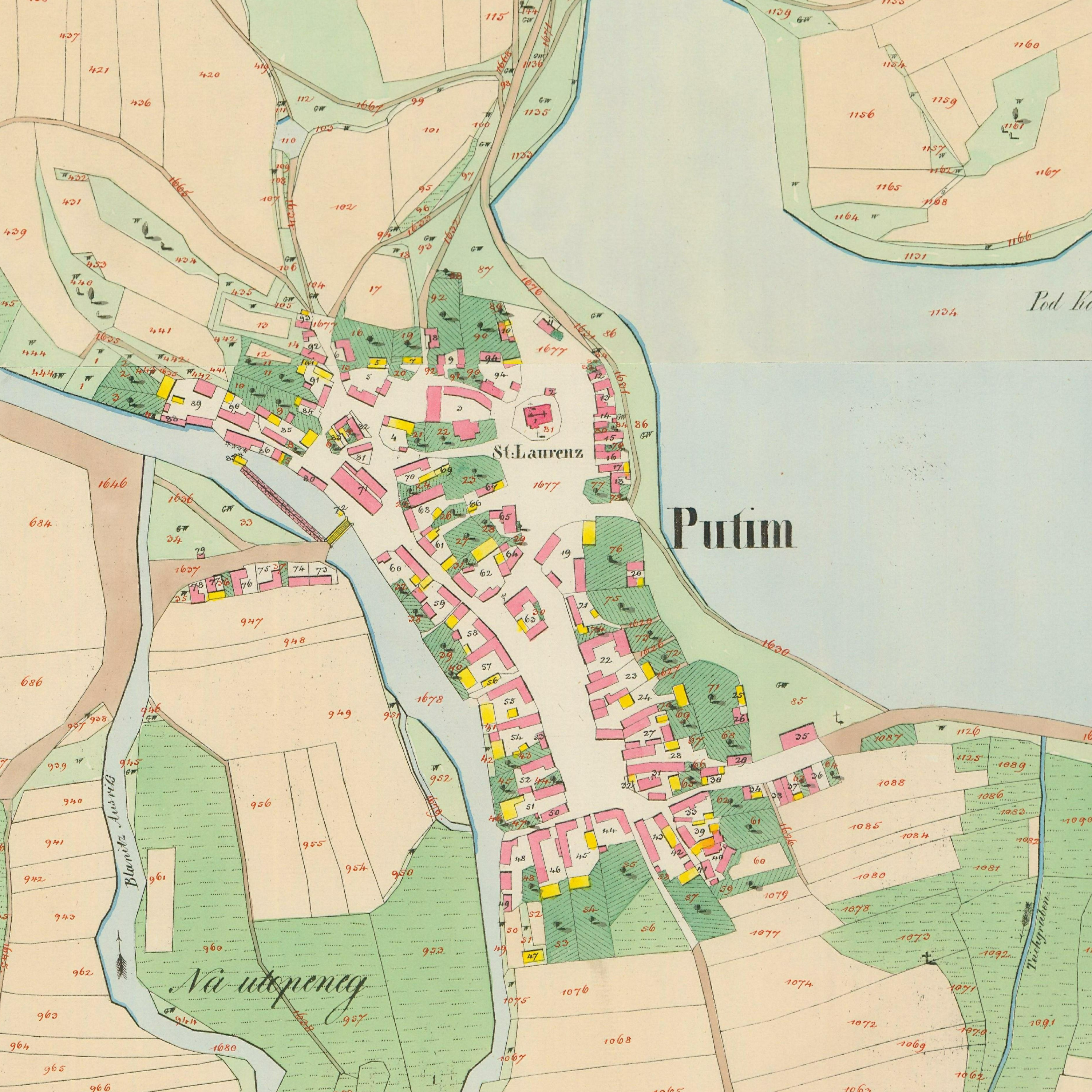
Putim na císařských otiscích Stabilního katastru mapovaných roku 1837 a tištěných 1841

Vesnice Putim neunikla ani svárům třicetileté války. V noci na 30. září 1620 se měl v Putimi, od vojska poničené, ubytovat generál císařských vojsk Karel Buquoy při obléhání a následném vyplenění města Písku. Roku 1623, kdy císař úspěšně potlačil domácí povstání, byl Písek s jeho statky (tedy i Putimí) převeden na nechvalně známého nizozemského žoldnéře Dona Martina de Hoeff Huertu, který měl krátce Písek v držení již dříve jako velitel dosazené císařské posádky roku 1619, ale pro jeho krutovládu Písečtí otevřeli raději brány Mansfeldovu vojsku. Huerta měl Písecká panství v držení až do 23. listopadu 1637, kdy zemřel. Putimští vzpomínají na jeho zatížení různými poplatky, jako například daň tzv. železná kráva, kdy museli poddaní platit 5 krejcarů za každou drženou krávu. Tyto vybrané peníze měli plynout do záduší, což jistě ocenili místní faráři a daň se udržela v platnosti minimálně do roku 1774, jak je připomínáno v pamětní knize Putimi. Série neštěstí neustala ani po válce, kdy roku 1655 ves vyhořela a nadto v okolí řádila morová nákaza.
V druhé půli sedmnáctého století, kdy po Českých zemích obecně rostla nespokojenost s robotou a člověčenstvím vyvrcholily zmatky ohledně vlastnického vztahu mezi Pískem a Putimí v řadě neposlušností a nepokojů. Jádrem svárů byla obvykle nechuť Putimských (ale i ostatních sedláků z okolí – například se Semic či Smrkovic) robotovat pro město a odvolávali se, že jejich povinností je robotovat pouze pro záduší Putimské, tou dobou velice zchudlé, jak je k tomu roku 1665 vybízel písecký děkan Jan Bedřich z Bechyně. Tento spor dokonce překročil hranice Píseckého panství a pobouřil i samotného arcibiskupa pražského. Spor byl klasicky vyřešen zásahem krajského hejtmana, který pod pohrůžkou pokutování donutil sedláky dostavit se k písecké radnici a přísahat poslušnost. Obdobně probíhající i řešená událost se odehrála ještě v letech 1703 a 1704.  Putim tedy nebyla výjimkou a zrušení robotních povinností se dočkala až roku 1848.

## Obyvatelstvo
| Rok            | 1869 | 1880 | 1890 | 1900 | 1910 | 1921 | 1930 | 1950 | 1961 | 1970 | 1980 | 1991 | 2001 | 2011 | 2021 |
| -------------- | ---- | ---- | ---- | ---- | ---- | ---- | ---- | ---- | ---- | ---- | ---- | ---- | ---- | ---- | ---- |
| Počet obyvatel | 748  | 831  | 831  | 853  | 766  | 781  | 763  | 650  | 675  | 592  | 537  | 442  | 441  | 484  | 554  |
| Počet domů     | 104  | 127  | 132  | 135  | 140  | 137  | 152  | 168  | 167  | 169  | 166  | 186  | 210  | 227  | 243  |

## Obecní symboly
Znak a vlajka byly obci uděleny rozhodnutím předsedy Poslanecké sněmovny Parlamentu České republiky dne 19. května 1998.

## Doprava
Západní částí vesnice vede silnice II/140 a na východě železniční tratě Zdice–Protivín a Tábor–Ražice, na kterých se nachází stanice Putim.

## Pamětihodnosti
Putim byla vyhlášena vesnickou památkovou zónou roku 1995.

### Kostel svatého Vavřince

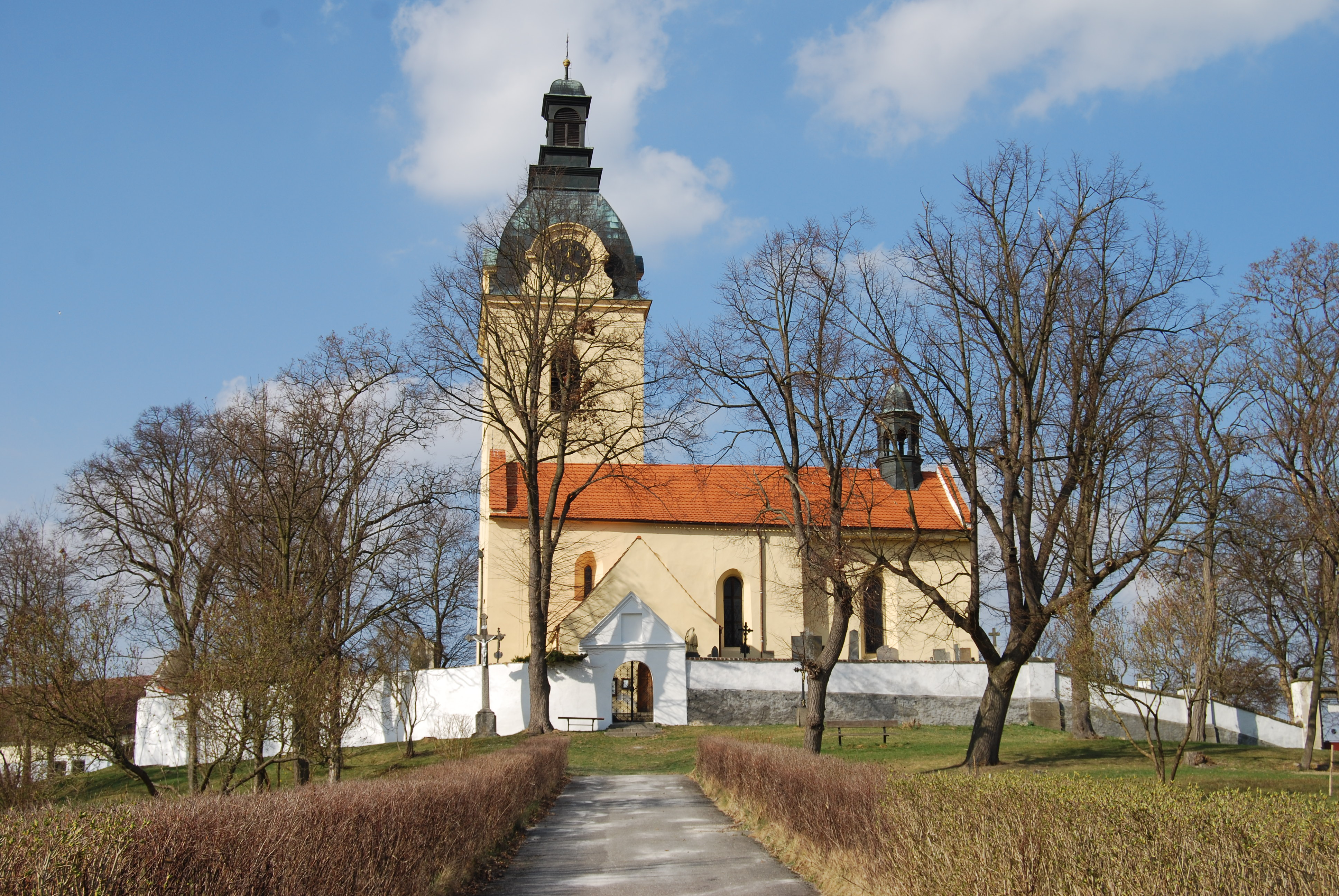
Putimský kostel svatého Vavřince při pohledu z jihu

Ještě před založením kostela zasvěceného svatému Vavřinci (jehož atribut – kovový opékací rošt, na kterém měl být umučen – pronikl do znaku i vlajky obce) stála v Putimi nejspíše románská kaple svatého Petra, jak se připomíná v listině z doby Břetislava II., která měla být ve správě benediktinů z kláštera v Ostrově u Davle. Tato kaple byla jistě jednou z nejstarších sakrálních staveb Jižních Čech. Přestože se může zdát, že kostel svatého Vavřince byl vystavěn na místě této kaple, její přesné umístění je stále předmětem diskuzí. Archeologické průzkumy Pavla Břicháčka z roku 1996, který předpokládá umístění kaple v okolí již dříve zmíněného pohřebiště mladohradištního období, však nebyly průkazné a ani jiné nálezy například Jana Michálka či Jiřího Fröhlicha místo kaple svatého Petra nemohou přesně určit.
Stejně tak nelze doposud přesně říci, kdy byla původní kaple nahrazena kostelem. Ten byl v Putimi jistě roku 1369, soudě dle záznamů o odvádění papežského desátku, jenž činil 18 grošů. Architektonické prvky stavby však naznačují větší stáří kostela. Zejména jeho jižní loď nese prvky rané gotiky třináctého století a stopy písecké stavební huti, která se měla podílet například na stavbě hradu Zvíkova či Kamenného mostu v Písku, což by její stáří posouvalo zhruba do druhé poloviny 13. století. Masivnější zdivo druhé lodi kostela, situované na sever, se považuje za mladší, snad ze století čtrnáctého či patnáctého.  Na otázku, která ze dvou lodí je starší se však stále nedaří s určitostí odpovědět, jelikož například jemně profilovaná žebra klenutí jižní lodi by mohla ukazovat k opačnému závěru, než je nastíněn výše.
Obě lodi měly vlastní vstup a byly odděleny zdí a to až do 18. století, kdy byla dělicí stěna zbourána a lodě propojeny. Často se můžeme setkat s názorem, že toto rozdělení bylo důsledkem náboženského rozpolcení za Husitských válek (potažmo v době, kdy Písek s Putimí stály na straně Husitů), tedy že severní loď byla určena ke kázání utrakvistů, jižní pak katolíkům.  Odborná literatura zde však mlčí. Na toto rozdělení naráží i Adolf Heyduk ve své básni U Putimského kostela, kde píše:
...

Loď jedna zář i světlo měla,

loď druhá ku severu pohlížela.

Tu jižní za chrám měli ‘Oplatkáři’,

jak spílajíce říkavali staří,

a severní, s tím oblým oknem v líci

k svým modlitbám si vzali ‘Kališníci’

...
V období mocenských válek mezi Jiřím z Poděbrad a Uherským králem Matyášem Korvínem měl být putimský kostel opevněn a byla v něm dosazena posádka k obraně vsi. Pod dlažbou kostela jsou pohřbeni příslušníci šlechtických rodů Radkovců z Mirovic a Vrabských z Vrábí, jejichž náhrobky (nejstarší z nich - náhrobek Veroniky Wrabské je z roku 1508) jsou dnes po několikerém přesouvání v kostelní kobce. Je možné, že se jednalo o pány na středověké tvrzy, později přeměněné na faru po západní straně kostela. Mezi nejstarší vybavení kostela můžeme řadit žulovou křtitelnici, datovanou do 15. století, nebo kostelní zvon sv. Ondřej, ulitý v Praze roku 1553, který z pěti kostelních zvonů zbyl jako poslední po rekvírování roku 1917. Roku 1928 byly zakoupeny zvony nové (20. července slavnostně do Putimi přivezeny), ale ty byly opět zrekvírovány roku 1942. Na vybavení kostela se podílel také již výše zmíněný Martin de Hoeff-Huerta, který mu věnoval obraz svatého Vavřince (jenž se dnes nachází v píseckém muzeu) a také obraz sebe samého. Ten však byl ke konci minulého století zcizen a dnes je připomínán jen překvapivě velice ochvalným latinským nápisem na dřevěné desce za oltářem. Současnou podobu postupně nabýval kostel od 18. století, kdy byla přistavěna chrámová předsíň, původní dřevěný kůr byl nahrazen roku 1832 za kamenný a roku 1835 byl srovnán výškový rozdíl mezi loděmi. Věžní hodiny má kostel od roku 1816. Ty dnešní, elektrizované, byly instalovány roku 1990. V severní straně hřbitova stojí od roku 1741 také malá kostnice s ostatky vojáků padlých během válek o rakouské dědictví v roce 1742. Kosti byly pietně srovnány roku 1829.

### Ostatní pamětihodnosti

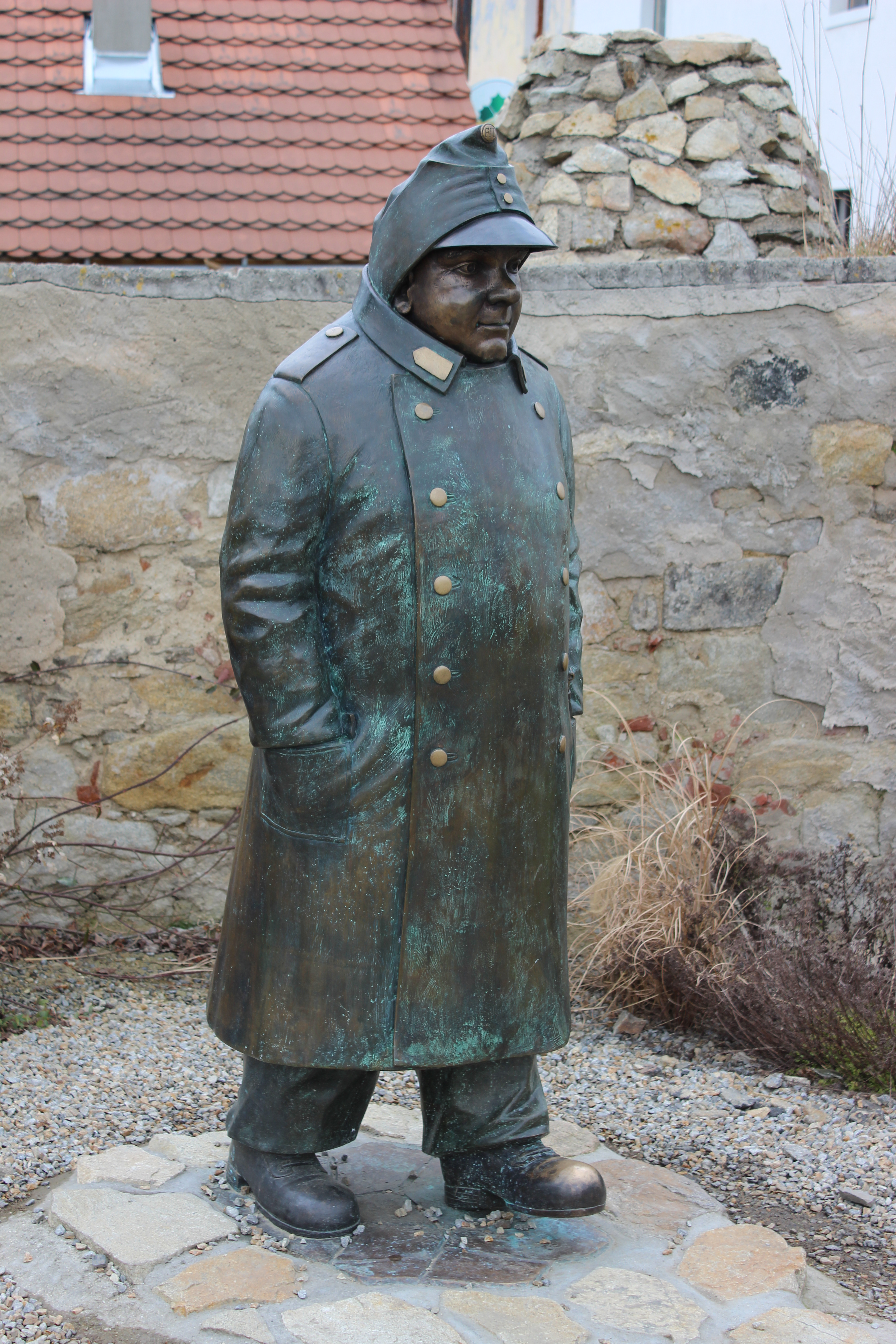
Socha vojáka Josefa Švejka

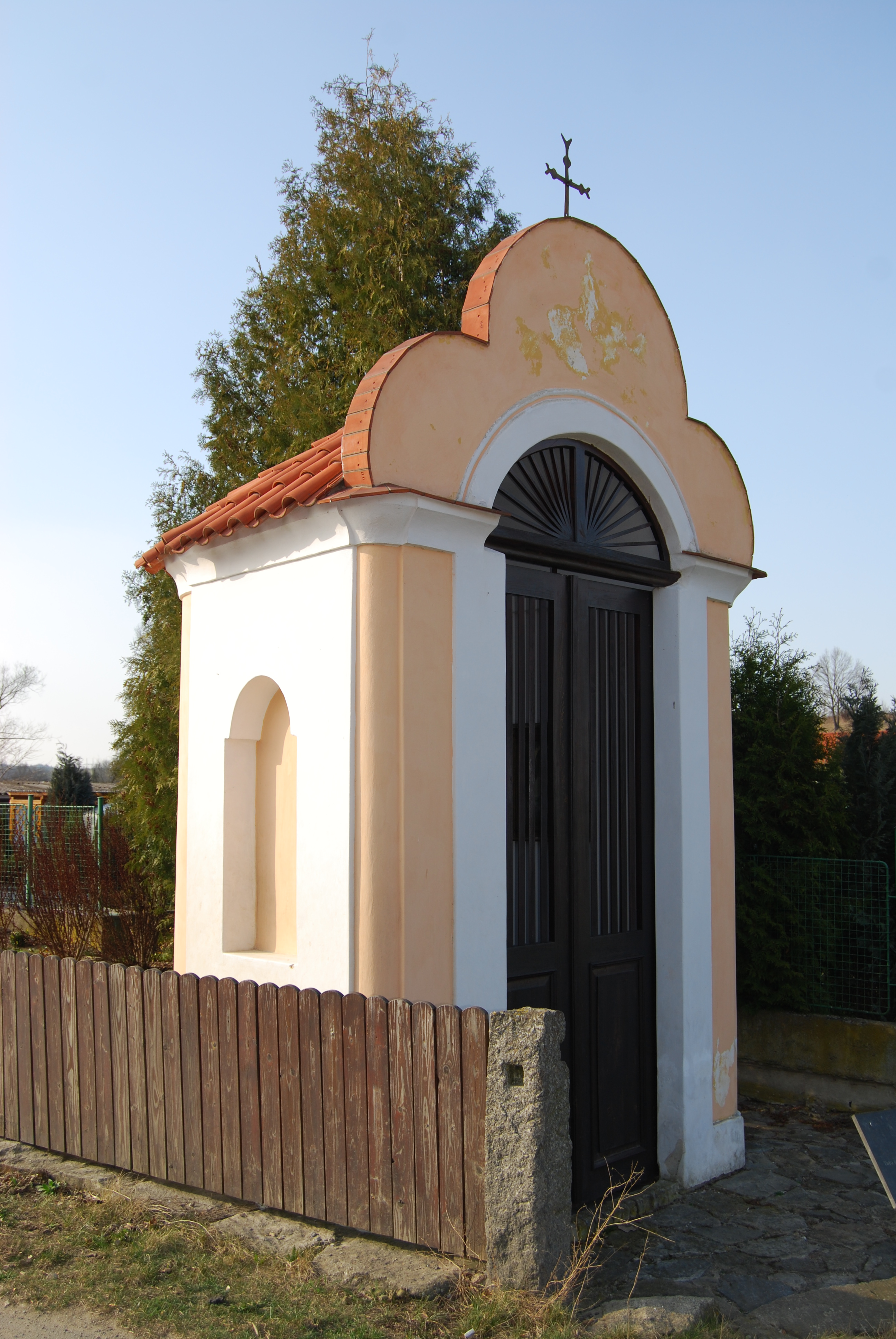
Kaple Jana Nepomuckého

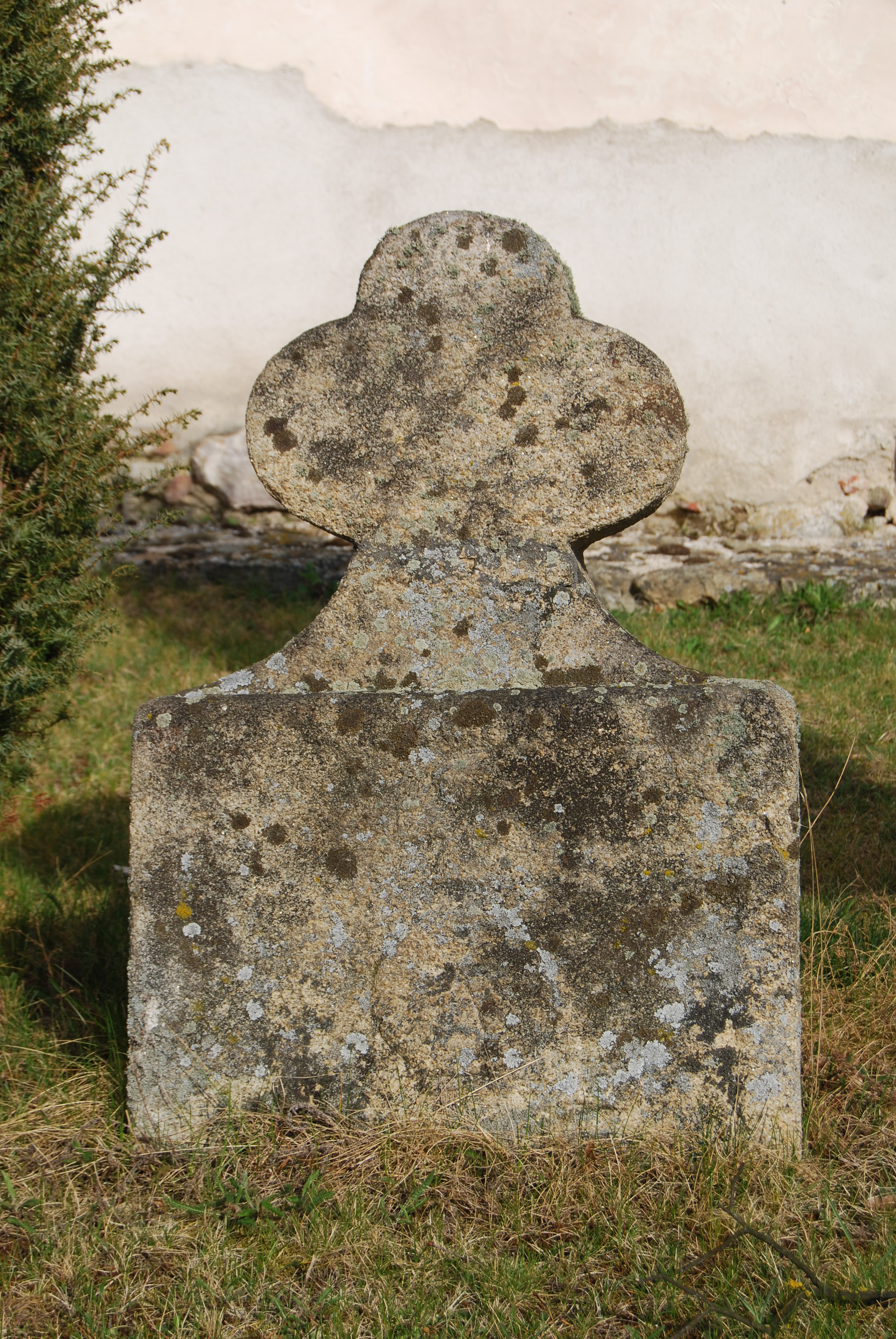
Smírčí kříž v obci

- Jednou z nejstarších putimských staveb je také mlýn, položený západně od kostela při Blanici. Zmíněn je již roku 1564 v gruntovní knize města Písku spolu s jistým Martinem Hamakem, toho času mlynářem. Mlýn byl zbudován od města Písku a putimským byl pronajímán.[35]
- Naproti kostelu se nachází budova fary. Ve třináctém století byla fara poškozena ohněm a následně nato bylo započato se stavbou kamenné budovy. Další přístavby byly provedeny v šestnáctém století. Patro fary je z devatenáctého století. Při archeologickém výzkumu v letech 1996–1998 zde byly nalezeny zbytky starobylého dvorce a pohřebiště z jedenáctého až dvanáctého století.
- Na cestě ke kostelu je umístěný pomník obětem války.
- Přes řeku Blanici vedou dva mosty. Kamenný most je postaven v klasicistním slohu. Je tvořen třemi oblouky. Původní, dřevěný most stával níže po proudu a v roce 1864 byl nahrazený mostem kamenným. Most byl poškozený při povodních v roce 2002. Druhý most přes řeku byl postavený na místě dřevěné lávky v roce 1884. Má železnou konstrukci a řadí se k technickým památkám. Byl také poškozený při povodních. Oba mosty byly roku 2003 opraveny.
- Pod kamenným mostem vpravo jsou budovy bývalého válcového mlýna a bývalého pivovaru. Tento pivovar si postavila písecká obec v roce 1727. Pivo se zde vařilo přes sto let. Místu mezi oběma mosty se říká kvůli častým povodním Na Utopené.
- Zde se nachází zděná výklenková kaple zasvěcená svatému Janu Nepomuckému. Zděná stavba nahradila původní dřevěnou v roce 1819. Kaple je vedená v Seznamu kulturních památek v okrese Písek.
- Další výklenková kaple se nachází u komunikace směrem na Písek, před budovou školy a ta je zasvěcená svaté Anně. Je z roku 1818. Později byla na místě původní dřevěné kaple vystavena kaple zděná. Kaple je vedená v Seznamu kulturních památek v okrese Písek.
- Putim měla školu již od roku 1697. Současná budova školy je novější, z roku 1936. Výuka zde skončila v roce 1983 a v současnosti se budova používá pro potřeby mateřské školy.
- Jediné stavení v obci ve stylu selského baroka s křídlovým štítem, se nachází pod kostelním návrším. Je to čp. 3.
- Statek Jana Cimbury se nachází přímo na návsi. Na boční zdi je upevněna pamětní deska.
- Nejznámější lidovou stavbou je usedlost čp. 15. Jde o starobylou patrovou sýpku, která byla využívána i k obranným účelům. Unikátní malovaná výzdoba střílnových otvorů je nápadná. Přesná datace vzniku sýpky není známa, ale odhaduje se na šestnácté až sedmnácté století. Sýpka je lehce před klenutou bránou. Stavení má ve štítě kapličkovou niku. Původní název je Tůmovský grunt.
- Velmi podobná je i usedlost čp. 11. Dřívější název byl Klokočínský grunt. Také se jedná o stavení s klenutou bránou a se sýpkou, u které byly okna využívány jako střílny.
- Třetí sýpka je také na návsi u usedlosti čp. 8. Další kamenná sýpka se nachází v usedlosti čp. 26.
- Náves lemují usedlosti s průjezdy a řada hodnotných hospodářských staveb.
- Před vchodem na hřbitov se vlevo nachází kamenný kříž s kovovým korpusem Kristova těla. Datace 1936.[36]
- Na vedlejší, pravé straně u hlavního vchodu do kostela sv. Vavřince je umístěný menší, litinový křížek na kamenném podstavci.[37]
- Před stavením čp. 15. na návsi se na malém prostranství nachází smírčí kříž. Rozměry kříže : výška 73 centimetrů, šířka 53 centimetrů, síla 32 centimetrů.[38] Původně byl tento smírčí kříž umístěný na parcele č. 1073 poblíž Podkostelního rybníka. Posléze byl přesunutý na náves. Výzdoba kříže na zadní straně: „IHS TU SAU ZABITI BOŽÍHO POSLA FRANIŠK. A ROZ INA PACHOLK. EM JA...A TU MI L.P.1728“. Na přední straně kříže vystupuje motiv lebky se zkříženými hnáty a maltézský kříž. Na tomto místě roku 1728 zemřely tragicky po úderu blesku tři osoby. Podle tohoto zdroje se smírčí kříž nalézá před domem čp. 1.[38]
- Další smírčí kříž, či křížový kámen, se nalézá u silnice ve směru na Písek, po pravé straně u vzrostlého památného stromu, lípy. Hned vedle křížového kamene se nachází kamenný kříž. Rozměry křížového kamene: výška 75 centimetrů, šířka 55 centimetrů, síla 23 centimetrů. Na tomto místě byl zabitý katolický kněz, který odmítal přijímat podobojí.[39]
- U silnice ve směru na Písek, po pravé straně, společně se smírčím křížem se nalézá kamenný kříž s kovovým korpusem Kristova těla. Tento kříž nechala postavit paní Kateřina Plátenčuková po smrti svého bratra, který zemřel na pokousání psem.[36]
- U Podkostelního rybníka je umístěný zdobný kovový kříž na kamenném podstavci. Vročení 1875.[37] Nápis na kulatém štítku: „POCHVÁLEN BUĎ JEŽÍŠ KRISTUS.“ V střední části kříže je reliéfně zdoben motivem kalicha.
- U rybníka Prostřední se v poli , zhruba 300 metrů od hráze nalézá kovový kříž na kamenném podstavci.[37] Nápis na kříži: „Pochválen buď Pán Ježíš Kristus. Zde byla bleskem usmrcena Marie Hrdličková z Putimi dne 5. června 1945. Na vzpomínku věnuje rodina Hrdličků z Putimi.“[37]
- Za železným mostech u silnice do Ražic, se v tarase nalézá torzo poničeného kamenného kříže.[37]
- Směrem k řece se nachází dům, kde se natáčely scény do filmu Osudy dobrého vojáka Švejka. Také je zde umístěná pamětní deska.
- Necelý kilometr severovýchodně od Putimi roste u kříže po pravé straně silnice II/140 do Písku památná lípa u Putimské silnice. Další památný strom, Putimská lípa, stával až do 13. července 2011, kdy byl vyvrácen bouří, při výjezdu téže silnice z obce.
- Do katastru obce okrajově zasahuje národní přírodní rezervace Řežabinec a Řežabinecké tůně.

## Osobnosti
- Jan Hubáček (1891–1942), protinacistický odbojář, brigádní generál in memoriam